# Миклашевская, Августа Леонидовна
Авгу́ста Леони́довна Миклаше́вская  (11 (23) января 1891, Ростов-на-Дону — 30 июня 1977, Москва) — русская и советская актриса драматического театра. Заслуженная артистка РСФСР (1945). Возлюбленная русского поэта Сергея Есенина, который посвятил ей семь стихотворений из цикла «Любовь хулигана».

## Семья
Августа Леонидовна родилась в 1891 году в Ростове-на-Дону. Её отец, Леон (Леонид) Сергеевич Спиров (первоначально Спиро, 1869—1930), уроженец Тифлиса греческого происхождения, заведовал кузнечным цехом станции Ростов Ростово-Владикавказской железной дороги, сам слыл отличным мастером и получил, как и его отец, «личное» (то есть не потомственное) дворянство за «бескорыстную и верную службу». Мать, Августа Андреевна Спирова (урождённая Будзинская, 1868—?), потомственная дворянка, родилась в Старой Руссе в семье землевладельца Андрея Степановича Будзинского.
В семье родилось двенадцать детей, четверо из них ушли из жизни в детские годы. Заработок отца позволял содержать большой дом, дать детям образование, в том числе и музыкальное. Августа обучалась в театральной школе при Ростовском драматическом театре, где её учителями были известная в будущем артистка МХАТ Вера Попова и талантливый режиссёр Николай Синельников; сыграла здесь свою первую роль Софьи Фамусовой в спектакле «Горе от ума». В этой же школе позже пройдут обучение и младшие сёстры — Александра (в замужестве Лебединская) и Тамара. Дочь Александры — Наталья Качуевская, участник Великой Отечественной войны, удостоенная звания Героя Российской Федерации (посмертно).

## Камерный театр
В 1910 году вышла замуж за Ивана Сергеевича Миклашевского, сына ростовского нотариуса Сергея Михайловича Миклашевского (1860—?), имевшего собственную контору. В том же году, оставив мужа и семью, отправилась в Москву продолжать актёрское обучение. Поступила в театральную школу Шора, но почти сразу же её пригласил Александр Яковлевич Таиров в организуемый им новый — «Камерный театр». А дальше помог случай: заболела исполнительница главной роли в «Сакунтале» Калидасы — жена и соратница А. Я. Таирова Алиса Георгиевна Коонен и вместо неё в состав исполнителей срочно ввели Миклашевскую. Успешной была и её следующая — главная — роль в «Принцессе Брамбилле» Гофмана, надолго ставшей визитной карточкой Камерного театра. Через год она получает роль афинской царевны Арикии в «Федре» Расина, спектакле, в котором Федру играла Коонен. Снова успех у зрителей и восторженные отзывы критиков. Молодая актриса стала второй после Коонен основной исполнительницей главных ролей в спектаклях Таирова. Её заметил российский кинематограф, где она снялась в фильмах «Барышня-крестьянка» (1916), «Плоды просвещения», «Украденная юность», «Психея», «Любовь монаха» (все — 1917 год). Реализуя свою мечту о синтетическом театре, Таиров ставит «Женитьбу Фигаро» Бомарше и «Жирофле-Жирофля» Лекока, а для обучения драматических актёров танцам приглашает танцовщика и балетмейстера Большого театра Льва Александровича Лащилина, известного созданием вместе с Надеждой Надеждиной ансамбля «Берёзка». Августа увлекается молодым обаятельным репетитором; к этому времени её брак с Миклашевским превратился в формальность, когда перебравшись в Москву, муж сообщил ей, что в его жизнь вошла другая женщина. 30 мая 1918 года у неё родился сын. Оформив развод с бывшим мужем и не дождавшись того же от женатого Лащилина, она, с согласия обоих, называет сына Игорем Львовичем Миклашевским.

## «Нерыдай» и «Острые углы»

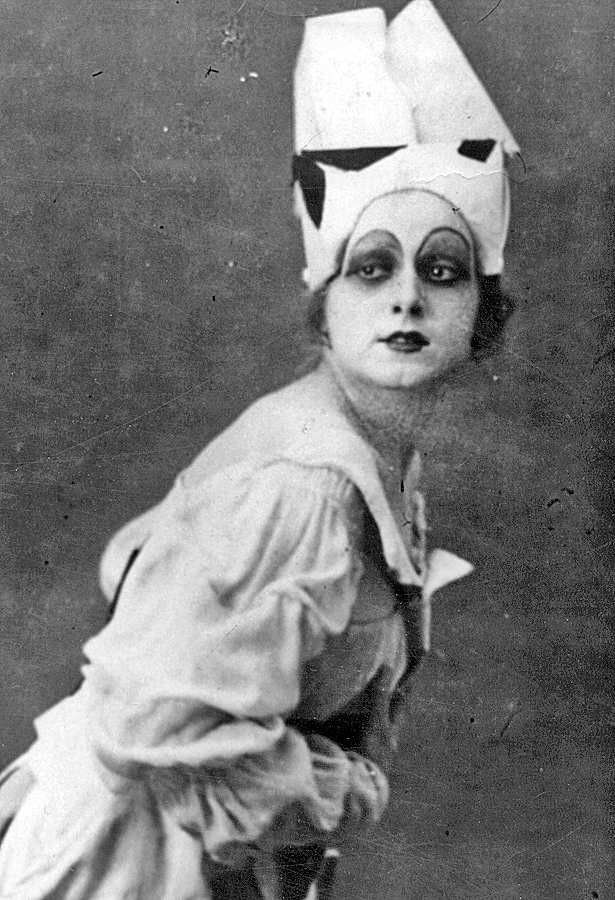

В 1923 году Камерный театр выехал в длительные зарубежные гастроли. Не желая оставлять надолго пятилетнего сына (а взять его с собой ей не разрешили[прояснить]), Августа отказалась от поездки. Она продолжала числиться в труппе, но оказавшись без работы и, соответственно, без заработка, была вынуждена искать себе новое место. Временным пристанищем стал ресторан-театр или скорее ночное кабаре под шутливым названием «Нерыдай», на крошечной сцене которого пришлись кстати её разносторонние таланты — от разговорного жанра до танцевального. Одновременно она устраивается в маленький театр «Острые углы», название которого отвечало его жанру — в нём ставились небольшие сатирического содержания пьески, миниатюры, скетчи, экспромты с участием зрителей. И в том, и в другом зале любили встречаться московские артисты, общение с которыми в какой-то степени скрашивало её тогдашнее положение.
В августе 1923 года произошла встреча Миклашевской с Сергеем Есениным, незадолго до распада его брака с Айседорой Дункан. На следующий день после их знакомства поэт начал писать цикл лирических стихов «Любовь хулигана», один из самых проникновенных в его поэзии . Семь стихотворений цикла посвящено Миклашевской. Осенью 1976 года, когда актрисе было уже 85 лет, в беседе с литературоведами Августа Леонидовна призналась, что роман с Есениным был платоническим, и с поэтом она даже не целовалась.

## Работа в провинции
Когда из длительных гастролей по европейским городам вернулся Камерный театр, Миклашевская не увидела свою фамилию в списках занятых в репертуаре. Таиров не простил ей неоправданного, по его мнению, отказа от поездки, поставившего театр перед необходимостью срочного ввода новых исполнителей. Ничего не выясняя, она подала заявление об увольнении.
Есенин пытался устроить ее в театр В.Мейерхольда, как вспоминала Миклашевская: "Очень возбужденный пришел к Всеволоду Эмильевичу и заявил: «Если не возьмешь Миклашевскую, буду бить».
Наконец Августа устроилась кабаре «Нерыдай» и отправилась на гастроли по стране, теперь уже с сыном и сестрой Тамарой, также принятой в труппу. Вернувшись, она перешла в только что открывшийся Театр сатиры, но прослужила в нём всего один сезон 1924—1925 года — непритязательный на первых порах репертуар её уже не устраивал.
В ноябре 1925 года она последний раз видела Есенина. В декабре ей сообщили по телефону, что Сергей умер.
Неудовлетворённость творческой жизнью и неустроенность личной привели Миклашевскую на актёрскую «биржу». В 1926 году её направили в только что открытый Брянский театр, но и здесь не сложилось, тянуло к столичной среде. Вскоре вернулась в Москву, устроилась в так называемый Передвижной театр — без постоянной труппы, без собственной сцены и оригинального репертуара. В основном копировали постановки столичных театров и ездили с ними по провинциальным городам.
В 1930 году арестован и 13 ноября того же года по ложному обвинению в сотрудничестве с царской охранкой был расстрелян отец Миклашевской.
Не выдержав кочевой жизни, Миклашевская вернулась в Брянск. Запомнилась зрителям в роли Пановой по пьесе Тренёва «Любовь Яровая», в спектаклях «Её путь», «Шут на троне», «На дне» и других. Там она сблизилась с режиссёром театра Борисом Александровичем Пиковским. Вместе с ним затем недолго поработала в Красноярске и Туле, в 1936—1938 гг. в Рязанском театре драмы, куда Пиковский был назначен главным режиссёром. Перевод режиссёров из одного театра в другой было в то время обычным явлением. В Рязанском театре, известном своими традициями, Миклашевская обрела, наконец, творческое удовлетворение, сыграв за два года целый ряд ведущих ролей классического репертуара (Ларису в «Бесприданнице», Анну Андреевну в «Ревизоре», леди Мильфорд в «Коварстве и любви», Марину Мнишек в «Борисе Годунове», баронессу Штраль в «Маскараде», Любовь Яровую и Анну Каренину в одноимённых постановках). Успела она испробовать себя и как режиссёр в созданном Борисом Пиковским музыкальном театре. Совместными усилиями они поставили «Евгения Онегина», «Пиковую даму», «Травиату», «Кармен».
Тем временем остававшийся в Москве сын Игорь выбрал спортивную карьеру, добился неплохих успехов в боксе. В 1938 году его призвали в армию и отправили в Ленинград, где он почти сразу женился. Участвовал в Советско-Финской и Великой Отечественной войнах. Демобилизовавшись в 1947 году, до выхода на пенсию работал тренером по боксу в спортивном обществе «Трудовые резервы».
В 1938 году Пиковского перевели в Ижевский русский драматический театр, Миклашевская последовала за ним. С успехом сыграла несколько уже знакомых ей ролей в перенесённых Пиковским из Рязани спектаклях («Маскарад», «Анна Каренина»), а в конце 1940 года она уже была зачислена в Кировский драматический театр (снова «Анна Каренина»). С началом войны театр переместился в небольшой город Слободской в нескольких десятках километров от Кирова, освободив сцену для эвакуированного из Ленинграда Большого драматического театра. Здесь она играла Кручинину в «Без вины виноватые», Машу в «Разломе» Б. Лавренёва.

## Снова в Москве
В 1943 году, когда эвакуированные московские театры стали возвращаться в столицу, удалось вернуться и Миклашевской — в сентябре по договорённости с Таировым она была вновь зачислена в труппу Камерного театра. Успешно дебютировала в роли Аркадиной в чеховской «Чайке», выступив равноправной партнёршей Коонен — Нины Заречной. Она с успехом возобновила одну из своих главных ролей — принцессы Бульонской в легендарном спектакле Камерного театра «Адриенна Лекуврёр», прошедшем 14 июня 1944 года в 750-й раз. В январе 1945 года в связи с 30-летием Камерного театра Миклашевской в ряду других отмеченных наградами и званиями было присвоено звание заслуженной артистки РСФСР. 

А. Миклашевская в роли Сибилл Берлинг (1945)

Ещё одна заметная роль — миссис Сибилл Берлинг в пьесе Джона Пристли «Инспектор пришёл», поставленной в Камерном под названием «Он пришёл» (1945). Восторженный приём спектакля, на премьере которого присутствовал автор пьесы, не помешал, однако, совсем скоро сделать и его объектом критики Таирова на волне борьбы с «низкопоклонством перед заграницей».
В дальнейшем новых интересных ролей ей не предлагали, а участие в конъюнктурных и потому особо не задерживающихся в репертуаре пьесах «Судьба Реджинальда Девиса», «Друзья-товарищи», «Жизнь в цитадели», «Джон — солдат мира», «Лев на площади» и т. п. творческого удовлетворения не приносило.
В конце 1940-х годов идеологическое давление на работников искусства усилилось. Всего через четыре месяца после появления 29 января 1949 года в «Правде» статьи «Об одной антипатриотической группе театральных критиков» Таиров был освобождён от обязанностей художественного руководителя театра, а 9 августа 1950 года Камерный театр был преобразован в Театр имени А. С. Пушкина.

## Последние годы
Миклашевская оставалась актрисой Театра имени А. С. Пушкина восемь лет. Помимо нескольких «проходных» ролей, уже на исходе театральной карьеры, она получила свою последнюю значимую роль — Мары в пьесе-сатире «Д-р» сербского классика Бранислава Нушича.
В 1958 году, шестидесяти семи лет, Миклашевская завершила работу в театре персональной пенсионеркой республиканского значения.
В 1960 актриса снялась в фильме «Киевлянка» и в 1962 — в короткометражной ленте «Кубинская новелла». Сыграла роль фру Альвиг в драме Г. Ибсена «Привидения» в Литературном театре ВТО.
В 1960 году Августа Миклашевская написала воспоминания о Есенине, не опубликованные полностью до настоящего времени.
В 1965 году с её отца Леонида Сергеевича Спирова были сняты все обвинения, он был реабилитирован.
Последние годы жизни актриса жила вместе со своей сестрой, камерной певицей Тамарой Леонидовной (1900—1983), в московском районе Тушино по адресу: проезд Донелайтиса, дом 12, корпус 2, квартира 110. В этой двухкомнатной квартире 13 октября 1976 года Миклашевская дала последнее большое и необычно откровенное по тем временам интервью литераторам Г. Морозову и Б. Гучкову, где вспомнила редкие, никогда ранее не публиковавшиеся подробности о своей жизни и отношениях с Есениным.
Скончалась 30 июня 1977 года в возрасте 86 лет. Её завещание: «Тело сжечь, а пепел развеять по лугам и лесам» исполнено только наполовину. В последний путь актрису и музу великого поэта провожали сотни поклонников, прозвучали посвящённые ей есенинские стихи. Прах Августы Миклашевской помещен в колумбарий Ваганьковского кладбища.
Сын Игорь Львович Миклашевский скончался в 1990 году.

## Факты
- Сын Миклашевской Игорь в 1930-х годах учился в московской школе № 86 на Красной Пресне вместе с сыном Есенина Константином[8].
- После развода с Августой Иван Сергеевич Миклашевский женился на её младшей сестре, 25-летней Тамаре Спировой (в замужестве Миклашевской). Вскоре у супругов родился сын — Сергей Миклашевский.
- С. А. Есенин планировал написать и издать книгу об А. Л. Миклашевской, о чём в РГАЛИ хранится информационное объявление, написанное Есениным на одном из листов сводного макета книги «Москва кабацкая»[9]. Однако документов о дальнейшей работе над монографией не выявлено.

## Фильмография
- 1916 — Барышня-крестьянка
- 1917 — Любовь монаха — Валерия
- 1917 — Плоды просвещения
- 1917 — Психея — Ира, внучка Тихонова
- 1917 — Украденная юность — девушка
- 1960 — Наследники — Тереза Сантос, мать Мигеля
- 1962 — Кубинская новелла (короткометражный) — пожилая кубинка на улице

## Образ в искусстве
- В 2016 году в России был снят сериал «Апперкот для Гитлера», в котором роль Августы Миклашевской сыграла Татьяна Аптикеева.
- В сериале Есенин роль Августы Миклашевской сыграла Екатерина Гусева.